# 布里瓦德縣 (佛羅里達州)
布里瓦德县（英語：Brevard County）位于美國佛羅里達州东部的一个县。根据2020年美国人口普查数据，该县共有606,612人口，位列佛州第十位。布里瓦德县的官方县治设在泰特斯维尔，而自1989年起，县政府在位于县中心的规划社区维埃拉设立了第二行政中心，包括巡回法院等政府机构。布里瓦德县也是棕榈湾-墨尔本-泰特斯维尔大都会统计区的一部分，全县南北跨度72英里，拥有16个市镇，并且是肯尼迪航天中心和帕特里克太空军基地的所在地。布里瓦德县总陆地面积达1,015平方英里，是佛州面积第15大的县。
在16世纪欧洲殖民者到来之前，布里瓦德县的土地上曾居住着美洲原住民。布里瓦德县的建制历史始于1844年，当时圣露西县从莫斯基托县分离出来。1855年，圣露西县更名为布里瓦德县，以纪念1854年至1860年担任佛罗里达州审计长的西奥多·华盛顿·布里瓦德。该县的边界在成立后的几十年内多次调整，最终于1907年定型为今日的范围。
20世纪初，该县的经济支柱是商业捕鱼、柑橘农业和旅游业。第二次世界大战结束后，美国政府选择在该县沿海地区建立导弹试验基地，随后在1960年代，这里成为美国载人航天计划的核心区域。肯尼迪航天中心的建立，为实现美国登月计划作出了重要贡献，同时带动了布里瓦德县人口的快速增长和经济的繁荣发展。如今，布里瓦德县以“佛罗里达太空海岸”闻名，不仅是美国航天探索的发源地，并在当地发展出了通讯、电子、航空航天、国防科技等新兴科技产业。
布里瓦德县地处亚热带气候区，冬季温和，夏季湿热，全年都适合户外活动。这里拥有长达72英里的大西洋海岸线，并且是美国本土濒危动植物种类最多的地区之一，提供了丰富的自然景观和生态体验。此外，布里瓦德县还是全球第二繁忙的邮轮港口——卡纳维拉尔港的所在地。该港口距离奥兰多仅45分钟车程，2022年接待了超过400万名邮轮旅客。